# Теория тигра
Теория тигра (чеш. Teorie tygra, словац. Teória tigra') — фильм 2016 года совместного производства Чехии и Словакии, снятый чешским режиссёром Радеком Байгаром. Продолжительность — 103 минуты.

## Сюжет
Ветеринар Ян Бергер (Иржи Бартошка) живет в семье, где главная во всем - его жена, Ольга (Элишка Балцерова). После смерти тестя, жизнь которого также управлялась его женой, главный герой понимает, что закончит так же. Симулируя болезнь Альцгеймера, он ложится в психиатрическую больницу, которой заправляет его друг. Только его сын, Пепик, и зять, Эрик, знают правду. Эрик женат на дочери Яна, Олинке, на которую давят мать и бабушка, чтобы она следовала примеру матери и контролировала мужа. Пепик, наоборот, состоит в счастливом браке с Аленой, но его проблема в том, что он не может иметь детей. Эрик и Пепик тайно встречаются с Яном по выходным, но вскоре женщины начинают их подозревать. Олинка, пользуясь специальной программой на телефоне своего мужа, отслеживает его местонахождение, и тайна раскрывается. После этого Ян возвращается домой, а Эрик злится на Олинку и уходит из дома. Глядя на взаимоотношения Яна с Ольгой и Пепика с Аленой, девушка осознает, что была неправа. Когда Ян решает развестись с Ольгой, дочь помогает отцу с жильем, отдав ему лодковый дом покойного тестя. Позже, Ольга утверждает, что разведённые мужчины, в отличие от женщин, не могут далее наслаждаться жизнью. В конце показан счастливый Ян в компании Эрика и Олинки.

## В ролях
В фильме снимались:
- Луция Сипосова — Юлия
- Ива Янжурова — бабушка
- Иржи Бартошка — Ян
- Татьяна Вильгельмова — Олинка
- Элишка Балцерова — Ольга
- Якуб Когак — Пепик
- Клара Мелишкова — медсестра